# Relações entre Rússia e Tailândia
As relações entre Rússia e Tailândia datam do do final do século XIX, quando o czar russo Nicolau II da Rússia e o rei Chulalongkorn formaram um relacionamento pessoal amigável. Os dois países trocaram legações em 1897-1898 e assinaram um Tratado de Amizade e Navegação Marítima em 1899. As relações diplomáticas foram encerradas após a Revolução Russa de 1917 e foram restabelecidas em 12 de março de 1941, entre a Tailândia e a União Soviética. A Tailândia reconheceu a Federação Russa como sucessora da União Soviética em 28 de dezembro de 1991. A Rússia tem uma embaixada em Bangkok  e dois consulados-gerais em Phuket e Pattaya. A Tailândia tem uma embaixada em Moscou e dois consulados-gerais em São Petersburgo e Vladivostok. Ambos os países são membros de pleno direito da APEC e da Organização para a Segurança e Cooperação na Europa (a Rússia é um estado participante e a Tailândia é um parceiro).
O primeiro contato registrado entre russos e Siam foi em 19 de fevereiro de 1863, uando os navios Gaydamak e Novik chegaram a Bangkok. Seguiram-se estreitas relações entre as famílias aristocráticas da Tailândia e o Império Russo, com uma amizade bem documentada entre Chulalongkorn e Nicolau II. Chakrabongse Bhuvanath, o 40º filho de Chulalongkorn, mais tarde se casaria com Ekaterina Desnitskaya, a quem conheceu enquanto estudava no Império Russo.

## Laços econômicos
Os números oficiais do volume comercial publicados por dois países se contradizem.
- Segundo fontes tailandesas, o comércio com a Rússia em 2008 atingiu 2,11 bilhões de dólares. A Tailândia tem uma balança comercial de 1,76 bilhão de dólares.[2] A Rússia exporta recursos minerais, enquanto a Tailândia exporta autopeças, eletrônicos e alimentos.[2]
- Segundo o serviço alfandegário russo, as exportações russas para a Tailândia em 2008 totalizaram 1,23 bilhão, e as importações 1,49 bilhão, deixando a Rússia com um déficit de US$ 254 milhões.[3] No total, o comércio com a Tailândia representa apenas 0,4% do comércio exterior russo.[3] De acordo com a embaixada russa em Bangkok, a Tailândia é o maior parceiro comercial da Rússia no sudeste da Ásia e o terceiro maior comprador de metais ferrosos russos em todo o mundo.[4]

Recentemente, em 2002, a Rússia teve um déficit comercial significativo e importou quantidades significativas (até meio milhão de toneladas métricas por ano) de arroz tailandês. Em 2005, a Rússia impôs tarifas protecionistas proibitivas ao arroz, depois um embargo ao arroz tailandês e uma proibição total das importações de arroz tailandês em 2007, citando infecção por pragas.
Em 2004, a Tailândia abordou as autoridades russas sobre as perspectivas de compra de 12 caças Sukhoi Su-30. A indústria tailandesa de frango, enfraquecida pela crise da gripe aviária, apoiou com entusiasmo o acordo, apostando no relaxamento recíproco do regime russo de importação de alimentos, mas o acordo nunca se concretizou. Em outubro de 2008, o primeiro-ministro da Tailândia, Somchai Wongsawat, concordou em comprar helicópteros militares Mi-17, quebrando a dependência de armas americanas, porém seu governo foi deposto dois meses depois.

### Turismo
A Tailândia é um dos principais destinos tropicais para turistas da Rússia. No entanto, os números fornecidos pelas autoridades tailandesas são contestados pelos russos como inflados artificialmente, e as autoridades tailandesas contestam que os números russos são muito pequenos:
- Os guardas de fronteira russos relataram 259.000 partidas para a Tailândia em 2008 (235.000 em 2007). A Turquia, o destino mais comum, responde por 2,2 milhões de partidas.[11] Fontes do governo tailandês observaram que o número russo inclui apenas vôos diretos, deixando de fora turistas que voam com escalas em outros lugares e relataram 279.000 turistas russos em 2007.[12]
- O serviço de turismo da Tailândia registrou 456.972 "visitas turísticas" russas a Pattaya, somente em janeiro e março de 2007 (de um total de 1,57 milhão).  Comentaristas russos observam que os tailandeses realmente contam noites de hotel e seu número deve ser dividido por um fator de 10 a 11.[12][ligação inativa]

Em 2018, estima-se que 1,5 milhão de russos tenham visitado a Tailândia, um aumento de 15% em relação a 2017. Em média, cerca de 20.000 tailandeses visitam a Rússia por ano.